# Regularização dimensional
Em física teórica, a regularização dimensional é um método introduzido por Giambiagi e Bollini para regularizar integrais na avaliação de diagramas de Feynman; em outras palavras, atribuindo valores aos que são funções meromórficas de um parâmetro complexo auxiliar d, chamado dimensão.